# Om (album)
Pour les articles homonymes, voir Om.
Albums de John Coltrane
Live in Seattle (en)
(1965) Kulu Sé Mama
(1965)
Om est un album de free jazz de John Coltrane sorti en 1967.

## Historique
Om fait référence à la syllabe sacrée de la religion hindou. 
Le disque commence et termine par un passage de textes sacrés de la Bhagavad-Gita:
"Rites that the Vedas ordain, and the rituals taught by the scriptures,
All these am I, and the offering made to the ghosts of the fathers,
Herbs of healing and food, the mantram, the clarified butter:
I the oblation and I the flame into which it is offered.
I am the sire of the world, and this world's mother and grandsire I am He who awards to each the fruit of his action:
I make all things clean
I am OM..."
Ce qui souligne la recherche spirituelle  de John Coltrane à cette époque à travers sa musique.

## Titre
L'album est composé d'une seule plage, Om, signée John Coltrane. Lors de sa publication en 1967, elle était répartie sur deux faces.

## Musiciens
- John Coltrane - Saxophone ténor
- Pharoah Sanders - Saxophone ténor, Percussions
- Donald Garrett - Clarinette basse, Basse, Percussions (Sanzas)
- Joe Brazil - Flûte, Percussions
- McCoy Tyner - Piano
- Jimmy Garrison - Basse
- Elvin Jones - Batterie